# Comitato nazionale per la valutazione del sistema universitario
Il Comitato nazionale per la valutazione del sistema universitario, in sigla CNVSU, è stato un organo consultivo del Ministero dell'istruzione, dell'università e della ricerca. Istituito dalla legge 19 ottobre 1999, n. 370, è stato soppresso dall'articolo 14 del d.p.R. 1 febbraio 2010, n. 76, subentrando al suo posto l'Agenzia nazionale di valutazione del sistema universitario e della ricerca.

## Composizione
L'organo era disciplinato dal D.M. 4 aprile 2000, n. 179, ed era costituito da componenti di comprovata qualificazione ed esperienza nel campo della valutazione, scelti in una pluralità di settori metodologici e disciplinari, anche in ambito non accademico.

## Attività
Si articolava in sperimentazione di ricerca e gruppi di lavoro su:
- sperimentazione di un approccio per l'autovalutazione
- consulenza-studio per la definizione degli standard minimi qualitativi degli interventi per gli alloggi e le residenze
- valutazione dell'efficacia delle attività didattiche ed extra-didattiche dell'università.
- analisi della rispondenza tra sbocchi occupazionali dei laureati/diplomati e formazione universitaria ricevuta
- verifica dei sistemi di valutazione e incentivazione del personale tecnico e amministrativo delle università
- valutazione della gestione dei programmi di mobilità studentesca negli atenei italiani.